# Драхтік (Гадрут)

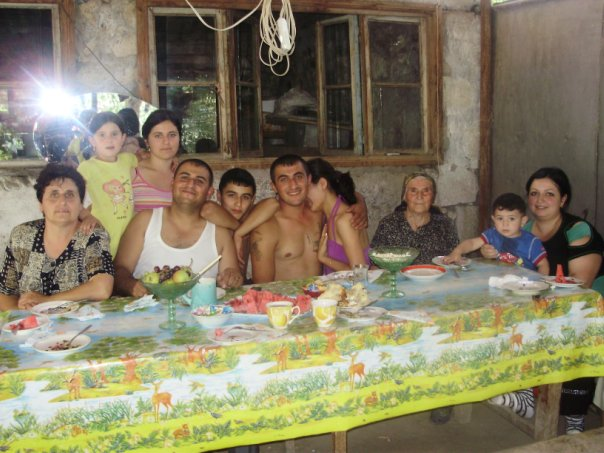
Одна з сільських родин Драхтіку

Драхтік (вірм. Դրախտիկ), Зогалбулак (азерб. Zoğalbulaq) — село у Гадрутському районі Нагірно-Карабаської Республіки.
Село розташоване на трасі «Північ-Південь», що зокрема з'єднує райцентр Гадрут зі столицею Степанакертом. Село є газифікованим. Основним заняттям місцевих жителів, як і в інших селах району, є тваринництво і землеробство. Після війни з села ніхто не виїхав, але з року в рік зменшується кількість шлюбів. Це пов'язано з браком робочих місць і житла. Благодійним фондом «Айастан» була проведена програма будівництва систем водопостачання села Драхтік, Мец Тахлар та Азох.

## Історія
22 квітня 1992 року біля села Драхтік на пасажирський автобус, який їхав до сусіднього села Азох Національною армією Азербайджану було здійснено диверсію, внаслідок чого загинуло 18 цивільних осіб. Під час війни село постійно обстрілювалось азербайджанцями.

## Пам'ятки
- У селі розташована церква Св. Грігора Нарекаці 1645 р., кладовище 17-19 століття, селище 17-19 століття, хачкар 17-18 століття.